# Campeonato Europeo de la UEFA Sub-19 2021
El Campeonato de Europa Sub-19 de la UEFA de 2021 debía ser la XIX edición del Campeonato de Europa Sub-19, organizado por la UEFA. La fase final se iba a disputar en Rumania, entre el 30 de junio y 13 de julio de 2021.
El 23 de febrero de 2021 el Comité Ejecutivo de la UEFA ha decidido cancelar la edición 2020/21 debido a la pandemia de COVID-19 y sus efectos en la celebración de competiciones.